# Jannik Mühlenweg
Jannik Mühlenweg (* 1993 in Hildesheim) ist ein deutscher Schauspieler.

## Leben
Jannik Mühlenweg absolvierte von 2014 bis 2018 sein Schauspielstudium an der Staatlichen Hochschule für Musik und Darstellende Kunst in Stuttgart. Während seiner Ausbildung spielte er unter der Regie von Annette Pullen und Armin Petras am Wilhelma-Theater und am Staatstheater Stuttgart. 
In der Spielzeit 2017/18 war er u. a. als Edmund in Claus Peymanns König Lear-Inszenierung am Schauspiel Stuttgart zu sehen, den er als „herrlichen Schurken mit wölfischem Grinsen im Gesicht“ darstellte, wobei er Edmunds Perfidie, „feixend, augenrollend, wie toll rasend“, auskostete.
Mit Beginn der Intendanz von Burkhard C. Kosminski trat er zur Spielzeit 2018/19 am Schauspiel Stuttgart auch sein erstes Festengagement an. Er spielte dort u. a. in Inszenierungen von Mateja Koležnik, Georg Schmiedleitner (als „prägnant“ wirkender „roter“ Weber Bäcker  in Die Weber), Gernot Grünewald und Tina Lanik. In Oliver Frljics Romeo und Julia-Inszenierung (Premiere: Spielzeit 2018/19) war er an der Seite von Nina Siewert der jugendliche Titelheld Romeo. In der Spielzeit 2019/20 übernahm er im Familienstück Der satanarchäolügenialkohöllische Wunschpunsch nach Michael Ende die Rolle des Katers Maurizio di Mauro. Außerdem gehörte er in der Spielzeit 2019/20 am Stuttgarter Kammertheater zur „überzeugenden“ Besetzung des Live-Hörspiels Gotham City nach Rebekka Kricheldorfs Stück „Gotham City I – Eine Stadt sucht ihren Helden“. In der Spielzeit 2020/21 spielte er in der Uraufführung von Thomas Melles Stück Die Lage den Vorsitzenden eines studentischen WG-Castings als „scheinbar zahmen Sitz-Yogi, in dem sich ein Monster verbirgt.“
Mühlenweg wirkte auch in einigen Filmproduktionen mit. In der 12. Staffel der ZDF-Serie SOKO Stuttgart (2021) übernahm er eine der Episodenhauptrollen als unglücklich in eine getötete Mountain-Bikerin verliebter Trail-Biker Philipp Bode.
Er ist Mitglied der Genossenschaft Deutscher Bühnen-Angehöriger (GDBA) und lebt in Stuttgart.

## Filmografie (Auswahl)
- 2018: High School Love Story (Kurzfilm)
- 2021: SOKO Stuttgart: Trail des Todes (Fernsehserie, eine Folge)